# Bagnères-de-Bigorre
Bagnères-de-Bigorre [baɲɛʁ də biɡɔʁ] (okzitanisch Banhèras de Bigòrra) ist eine französische Gemeinde und ein Kurort im Département Hautes-Pyrénées in der Region Okzitanien (zuvor Midi-Pyrénées) in den Zentralpyrenäen. Sie ist Sitz einer Unterpräfektur und zählt 7060 Einwohner (Stand 1. Januar 2022).

## Geografie
Bagnères-de-Bigorre liegt im Mittel auf einer Höhe von 558 m, wobei die höchste Erhebung in der 125,87 km² großen Gemeinde 2872 Meter hoch ist. Der Ort liegt am Fluss Adour. In der Nähe liegt auch der bekannte Wintersportort La Mongie. Nachbarorte sind im Norden Tarbes und im Süden Campan. Der bekannte Pilgerort Lourdes liegt ca. 20 Kilometer westlich.

## Geschichte
Als sich Frankreich im Zweiten Weltkrieg unter deutscher Besatzung befand, ermordeten Deutsche in Bagnères-de-Bigorre 25 Menschen.

## Sehenswürdigkeiten
In Bagnères-de-Bigorre gibt es seit 2007 ein Marmormuseum, das aus der privaten Sammlung von Jacques Dubarry de Lassale hervorgegangen ist. Es zeigt seltene Marmore und Kalksteine aus den französischen Pyrenäen, anderen Teilen Frankreichs und anderer europäischer Länder, die für dekorative Zwecke (Möbel, Kamine, Bäder) Anwendung fanden. In der Kollektion befinden sich Sorten, die einst eine große künstlerische und kulturhistorische Bedeutung besaßen und heute nahezu unbeschaffbar sind.

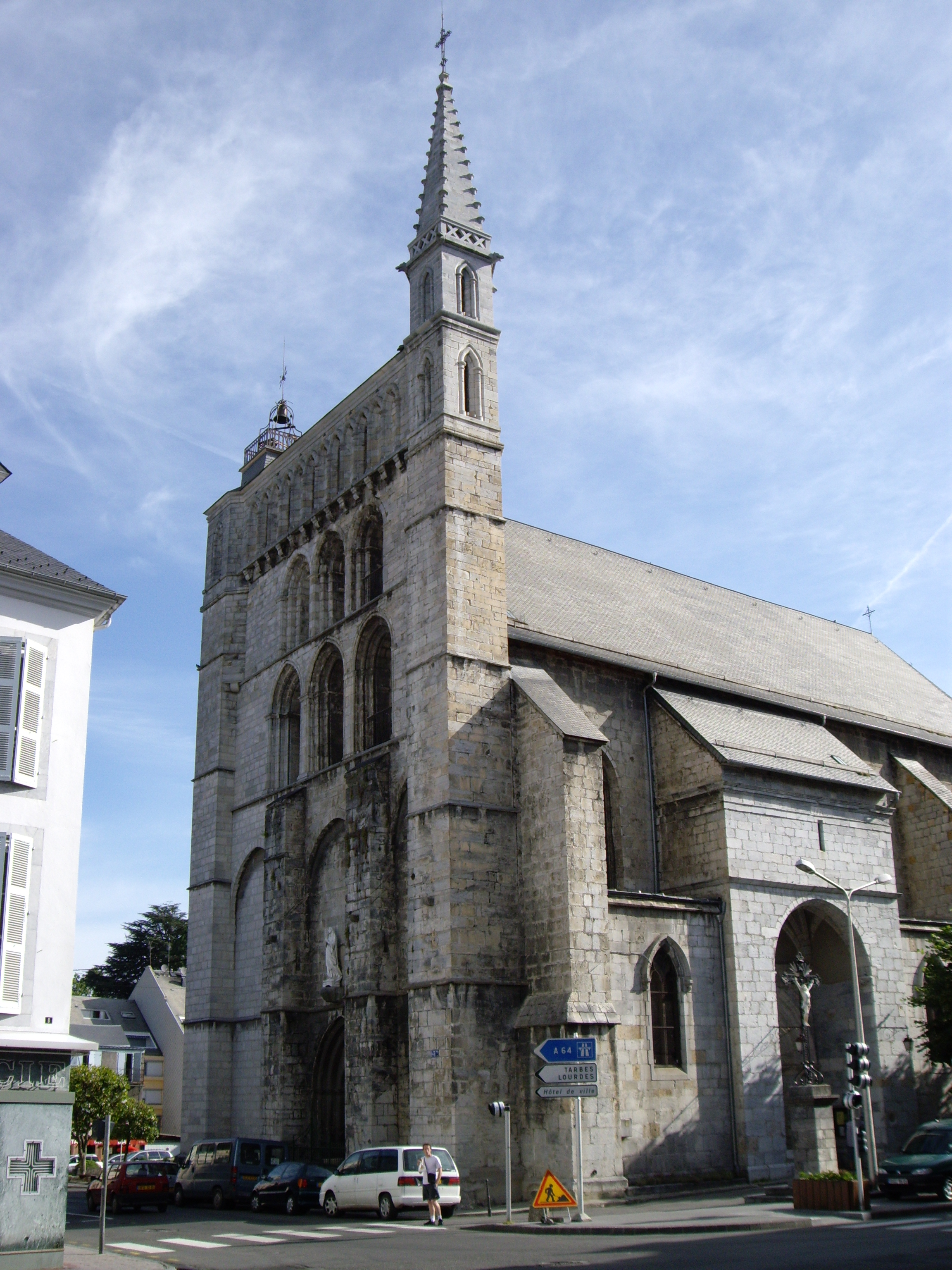
Kirche Saint-Vincent
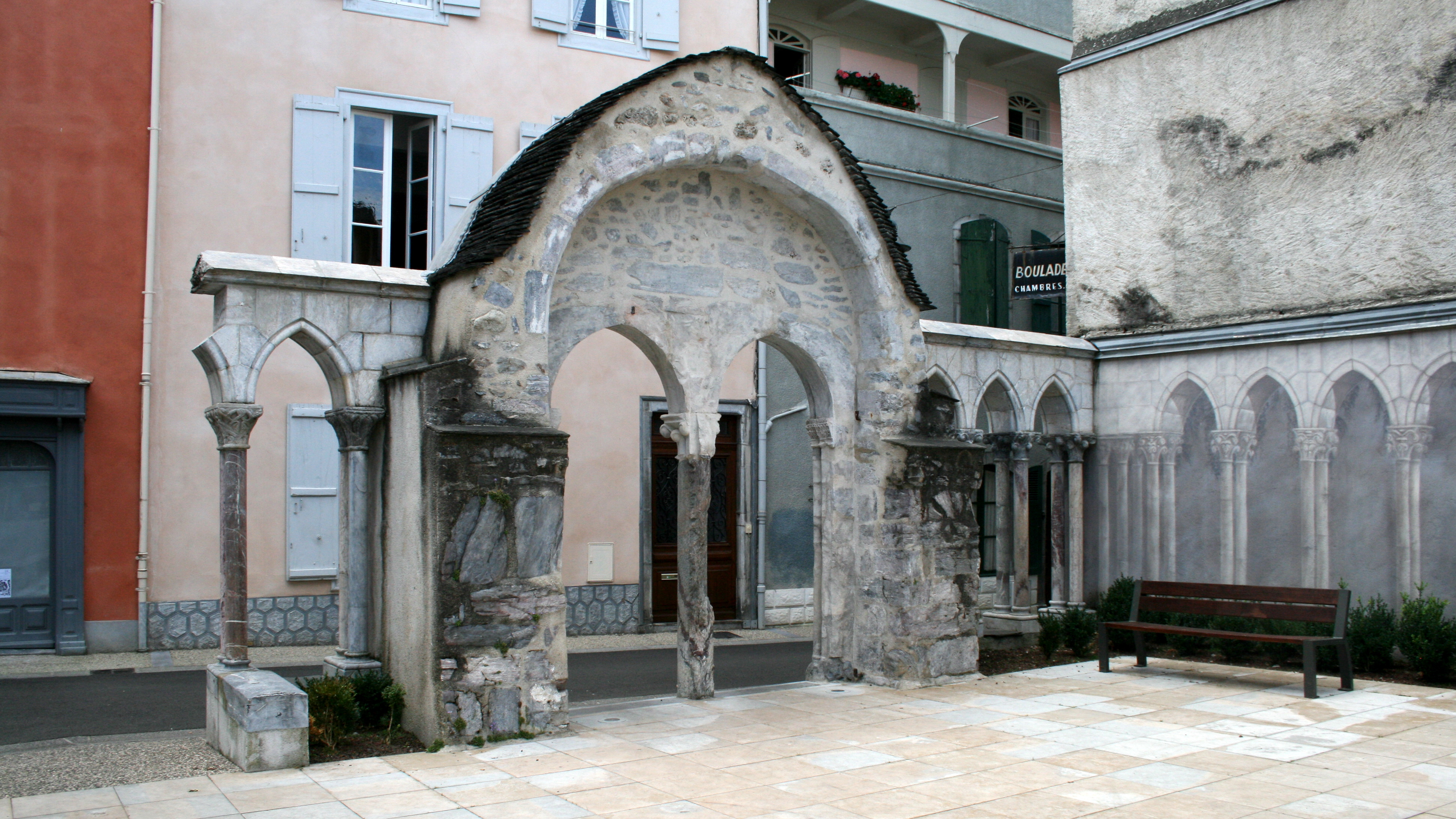
Reste der Kirche Saint-Jean

## Städtepartnerschaften
Bagnères-de-Bigorre ist partnerschaftlich verbunden mit
- Tutzing, Bayern (Deutschland), seit 1975
- Granarolo dell’Emilia (Italien), seit 1988
- Alhama de Granada (Spanien), seit 1993
- Malvern (Worcestershire) (England) und Inverurie (Schottland), seit 2015

## Persönlichkeiten
- Charles Dancla (1817–1907), Violinist und Komponist
- Jean Antoine Dours (1824–1874), Entomologe
- Jules Gélibert (1834–1916), Tiermaler und -bildhauer
- Alan Brooke, 1. Viscount Alanbrooke (1883–1963), Offizier
- Pierre-Georges Latécoère (1883–1943), Luftfahrtpionier und Unternehmer
- Jean-Louis Bruguès OP (* 1943), Kurienerzbischof der römisch-katholischen Kirche
- Nailia Harzoune (* 1990), Schauspielerin
- Bruno Armirail (* 1994), Radrennfahrer